# Bitwa pod Morgarten
Bitwa pod Morgarten – starcie zbrojne, które miało miejsce 15 listopada 1315 r. nad brzegami jeziora Ägeri, w pobliżu miejscowości Morgarten w kantonie Zug w dzisiejszej Szwajcarii.

## Walka wyzwoleńcza Szwajcarów i habsburskie plany
W wieku XIV Szwajcarzy kilkakrotnie stawali do walki przeciwko Habsburgom i ich polityce ekspansyjnej. Habsburgowie podjęli wówczas próby rozszerzenia swojej władzy na obszarze położonym pomiędzy górnym Renem a Alpami. Głównym celem Austriaków stała się przełęcz św. Gotarda. Przeciwko tym dążeniom wystąpili mieszkańcy kantonów Uri, Schwyz oraz Unterwalden, którzy bronili swoich praw do niezawisłości, zagwarantowanych w czasach cesarzy z dynastii Hohenstaufów (Fryderyk II uwolnił tamtejsze chłopstwo spod wszelkiej zwierzchności poza królewską). Dokumenty podpisane wówczas określane były przez mieszkańców Szwajcarii jako dokumenty niepodległościowe. Ich prawdziwość jest jednak sporna. Do dziś spór wywołuje dyskusja, czy w rozmowach tych brał udział któryś z cesarzy lub królów. 
Po śmierci w 1291 habsburskiego króla Rudolfa I, miało dojść (według legendy) do wypędzenia ze Szwajcarii miejscowych wójtów oraz do zawiązania pierwszego związku miast szwajcarskich (kantonów), co zatwierdzał tzw. list związkowy z 1291. W 1298 syn Rudolfa Albrecht został królem Niemiec. Podobnie jak jego ojciec nie wystąpił on militarnie przeciwko Szwajcarom. Obaj koncentrowali się jednak na prowadzeniu kampanii politycznej, kościelnej i gospodarczej przeciwko tzw. kantonom leśnym. Obaj władcy uwikłani byli w walki na innych frontach: Rudolf w Czechach oraz Austrii, a Albrecht w Turyngii i Saksonii. Morderstwo Albrechta I w 1307 było dla polityki Habsburgów wielkim ciosem, dodatkowo syn króla Fryderyk III Piękny utracił koronę na rzecz Henryka VII Luksemburskiego. Niemieccy królowie skierowali się wówczas przeciwko Szwajcarom, występując przeciwko wolnym obszarom kantonów Uri, Schwyz i Unterwalden (tzw. stare kantony szwajcarskie lub leśne). Dokumenty wolnościowe Szwajcarów uznali jedynie królowie luksemburscy, którzy rywalizowali z Habsburgami na spornych terenach.

## Konflikt pomiędzy Schwyz a klasztorem Einsiedeln
Mieszkańcy Schwyzu od lat skłóceni byli z klasztorem Einsiedeln o położone u podnóża Alp łąki, będące pod opieką Habsburgów. Konflikt był typowym konfliktem granicznym. W ciągu kilku lat chłopi ze Schwyz zajęli zalesione obszary niewykorzystane przez zakon, a po ich wykarczowaniu przygotowali teren pod osadnictwo. Latem 1314 r. osadnicy ze Schwyz zajęli (nielegalnie) należące do klasztoru ziemie i lasy, skutkiem czego opat z Einsiedeln poskarżył się w Konstancji, a tamtejszy biskup rzucił na chłopów klątwę. W odwecie Szwajcarzy ze Schwyz pod wodzą Wernera Stauffachera napadli w noc Trzech Króli (6 stycznia 1314 r.) na klasztor, plądrując go i bezczeszcząc kościoły, a także biorąc do niewoli na kilka miesięcy miejscowych mnichów. Opatowi udało się jednak zbiec i zaalarmować biskupa, który klątwą obłożył mieszkańców kantonów Uri i Unterwalden.

## Spór o tron niemiecki 1314–1322
Prawnymi opiekunami klasztoru w Einsiedeln byli Habsburgowie. Wiosną 1314 nie byli oni jednak w stanie wystąpić zbrojnie przeciwko kantonowi Schwyz, gdyż po śmierci Henryka VII Luksemburskiego zaangażowali się w walkę o koronę cesarstwa. W październiku 1314 r. jednym z kandydatów do tronu był książę Ludwik Bawarski z dynastii Wittelsbachów, który współzawodniczył z księciem Austrii i Karyntii, Fryderykiem I. Po bitwie pod Müldorf w 1322, konflikt o koronę Rzeszy rozbił kraj na dwa obozy. Kantony górskie i leśne popierały Ludwika Bawarskiego, licząc na zdjęcie klątwy i wsparcie przeciw polityce Habsburgów. Fryderyk tymczasem wykorzystał swoje prawa koronacyjne, zarzucając Szwajcarom dążenia do łamania postanowień pokojowych. Wyznaczył też swojego przedstawiciela na terenach habsburskich w dzisiejszej Szwajcarii (Górnej Austrii), którym został jego młodszy brat książę Leopold I Habsburg. Jego zadaniem było wystąpienie zbrojne przeciwko kantonom leśnym.

## Przygotowania do wojny
Jesienią 1315 r. książę Leopold skrzyknął swoją armię z należących do Habsburgów miast Baden, Brugg i Aarau. Cała armia zebrała się dnia 14 listopada w miejscowości Zug. Do sił tych należała także południowoniemiecka szlachta znad Renu, której towarzyszyły oddziały z miast Habsburgów: Lucerny, Winterthur, Zug i Zurychu. Łącznie siły te liczyły 9000 ludzi, wśród nich 2000 jazdy. 
Tymczasem mieszkańcy kantonów leśnych rozpoczęli budowę umocnień, zabezpieczających przed możliwym atakiem Habsburgów. Składały się na nie wały ziemne i palisady, umiejscowione w sposób dający przewagę obrońcom. Jesienią 1315 r. zabezpieczono w ten sposób przełęcze koło Rothenthurm, Brünig i Reng, prowadzące w głąb Szwajcarii. Podobnie umocniono brzegi jeziora pod Brunnen, Stansstad i Buochs. Jedynym nieumocnionym miejscem była droga z Ägeri w kierunku Rossberga i Morgarten. Nie jest do końca jasne, czy było to miejsce celowej zasadzki, czy też obrońcom zabrakło czasu na umocnienie tego miejsca. Przypuszcza się, że obrońcy sądzili, iż gęsto zalesiony obszar będzie łatwym miejscem do obrony. 
Leopold wyruszał na Szwajcarów w przekonaniu, że tylko rycerstwo może stawić czoła rycerstwu. Przypuszczając, że kanton Schwyz zamieszkują jedynie chłopi i nieliczna szlachta (ministeriałowie), wyprawił się na czele swojego rycerstwa bez uprzedniego rozpoznania terenu. Rycerze przekonani byli, że wyruszają na akcję karną przeciwko słabym mieszkańcom kantonu Schwyz, a nie na walną bitwę z silnym przeciwnikiem. Chłopi szwajcarscy nie znali reguł rycerskich, w związku z czym nie podporządkowywali się prawu rycerskiemu. Habsburgowie mieli dwie możliwości: akcja przeciwko szlachcie, z którą zamierzali spotkać się na placu bitwy i całkowicie zniszczyć, lub też kampania przeciwko chłopstwu, odznaczająca się plądrowaniem i paleniem wiosek. Po stronie Schwyz uczestniczyli jednak nie tylko chłopi, także szlachta reprezentowana była dość licznie.

## Bitwa
Szwajcarzy spodziewali się ataku na umocnienia w okolicy Arth. Tymczasem Leopold pociągnął ze swoimi siłami z miejscowości Zug wzdłuż jeziora Ägeri, planując przedarcie się do Schwyz w rejonie Morgarten. Prawdopodobnie od lokalnych informatorów dowiedział się o braku umocnień w tym rejonie. Plan Habsburga przewidywał niespodziewany marsz na Schwyz i atak na tyły Szwajcarów pod Arth. Książę nakazał też swojej piechocie liczne ataki okrążające stanowiska pod Arth, Bruenig i Buochs. 
Szwajcarzy ze Schwyz i ich sprzymierzeńcy starali się nie ujawniać przeciwnikowi swoich ruchów, trzymając go w niepewności. Ich główne siły stanęły w okolicy Steinen SZ i były przygotowane na szybki marsz w rejon walk. Według legendy, plany Leopolda miał zdradzić hrabia Henryk von Hüneberg, który wystrzelił poza palisady Arth strzałę z wiadomością: Strzeżcie się pod Morgarten przed dniem św. Otmara. Prawdopodobnie jednak Szwajcarzy dowiedzieli się od swoich wywiadowców o marszu Leopolda przez Morgarten, gdzie natychmiast skierowali swoje całe siły do obrony przejścia. 
Armia Leopolda w długiej kilkukilometrowej kolumnie kierowała się wzdłuż jeziora Ägeri. Na czele podążali rycerze (około 4000 ludzi), na końcu zaś szła piechota. Atak nastąpił nocą, niebo było jednak bezchmurne, a okolice oświecał blask księżyca. Droga wzdłuż jeziora jest wąskim traktem pomiędzy zboczem górskim a bagnistym brzegiem. W tym miejscu Szwajcarzy przygotowali zasadzkę. Atak siłami 1500 górali nastąpił w chwili, gdy kolumna rycerzy przekraczała znajdujący się na drodze parów. W tym momencie ze zbocza posypały się na rycerzy głazy i pnie drzew. Rycerze mieli niewiele miejsca do obrony a ich konie w popłochu zrzucały jeźdźców. Szwajcarzy rzucili się na przeciwnika, atakując go halabardami, zadając mu klęskę. Na końcu parowu doszło do wielkiego zamieszania w szeregach armii Habsburgów, w wyniku czego uciekająca jazda zepchnęła własną piechotę w kierunku bagien, gdzie po drodze wielu piechurów zostało stratowanych. Nadchodząca piechota nie była w stanie włączyć się do bitwy i rozpoczęła ucieczkę w ślad za jazdą. Książę Leopold, który znajdował się w bezpiecznym miejscu wycofał się razem z resztą swojej armii. Jeden z kronikarzy berneńskich, Konrad Justinger, zwycięstwo przypisał głównie nowej i skutecznej broni Szwajcarów, jaką była halabarda. 
Po stronie Habsburgów poległo około 2000 ludzi, przeważnie z rycerstwa, Szwajcarzy mieli stracić zaledwie 12 ludzi. Liczby te wydają się niepewne, jednak Habsburgowie ponieśli ogromne straty w jeździe. 

## Po bitwie
Bitwa stanowiła punkt zwrotny w działaniach wojennych z Habsburgami. Uchodzi ona za przykład zwycięstwa dzięki świetnemu wykorzystaniu znajomości terenu. Przeciwnik został zmuszony do przyjęcia bitwy właśnie w tym miejscu, w którym tego oczekiwali Szwajcarzy. Dodatkowo atakującym sprzyjała pora nocna. Decydującym czynnikiem zwycięstwa był efekt zaskoczenia, który Szwajcarzy wykorzystali po mistrzowsku. Ich celem było zniszczenie armii przeciwnika. Bitwa ta ukazała siłę nowej formacji – piechoty w starciu z konnym rycerstwem. Na polu bitwy pod Morgarten poległ kwiat rycerstwa feudalnego. Zwycięscy chłopi szwajcarscy dzień zwycięstwa postanowili obchodzić co roku jako święto.

## Legenda o błaźnie królewskim ze Stocken
Błazen królewski Kuony von Stocken przed bitwą był wypytywany przez księcia Leopolda. Błazen miał wówczas odpowiedzieć: Radzicie nad tym jak wejść do kantonu Schwyz, jednak nie radzicie nad tym, jak chcecie z niego wyjść.
Jego rada została wyśmiana, jednak po bitwie książę przypomniał sobie o niej i spełnił jedno życzenie błazna. Był nią przywilej odprawiania corocznego sądu błazeńskiego, co nastąpiło po raz pierwszy w 1351 w mieście Stockach. 
Historia błazna Kuony jest znana większości kronikarzy. W większości ilustracji do bitwy pojawia się sylwetka błazna. Przykładem może być tzw. "Kronika berneńska", w której Kuony umiejscowiony został po lewej stronie obrazu w szeregu armii austriackiej (w czerwonym stroju).

## Następstwa bitwy
Po bitwie Szwajcarom nie udało się zawrzeć porozumienia pokojowego z Habsburgami. Zwycięstwo wzmocniło jednak więzi pomiędzy kantonami Uri, Schwyz i Unterwalden, które w 1315 w Brunnen odnowiły podpisany w 1291 sojusz związkowy. W dokumencie tym, spisanym po raz pierwszy w języku niemieckim, Szwajcarzy zobowiązali się do wspólnej polityki skierowanej przeciwko Habsburgom. Podobnie walce przeciwko Fryderykowi Habsburgowi poświęcił się Ludwik Bawarski, który później został królem Niemiec i cesarzem. Dopiero w lipcu 1318 Habsburgowie zawarli ze Szwajcarami dziesięciomiesięczne zawieszenie broni, które wielokrotnie było przedłużane. W postanowieniach tego układu Habsburgom umożliwiono wejście na własne tereny w kantonach górskich. Dzięki korzystnej konstelacji politycznej w Rzeszy Szwajcarzy uzyskali liczne przywileje, co doprowadziło do nowego konfliktu, który z przerwami trwać miał aż do 1474. 
Bitwa pod Morgarten uważana jest za początek utraty dotychczasowej przewagi ciężkozbrojnego konnego rycerstwa w działaniach bojowych na rzecz piechoty.